# E08号線
E08号線 (E08ごうせん、英: European route E08)は 欧州自動車道路のAクラス幹線道路。
ノルウェーのトロムソを基点に、フィンランドのトゥルクまでを結ぶ。

## 経路
- ノルウェー
  - トロムソ
  - E06号線 - ノールヒョースボットン（英語版）
  - E06号線 - シーボットン （英語版）
- フィンランド
  - キルピスヤルビ
  - E04号線, E75号線 - トルニオ
  - オウル
  - E12号線 - ヴァーサ
  - E18号線, E63号線 - トゥルク

フィンランドでは、以下と重複している。
- フィンランド国道21号線 : キルピスヤルビ - トルニオ
- フィンランド国道29号線 : トルニオ - ケミンマー
- フィンランド国道4号線 : ケミンマー - リミンカ
- フィンランド国道8号線 : リミンカ - トゥルク